# Penungkunen
Penungkunen is een bestuurslaag in het regentschap Aceh Tenggara van de provincie Atjeh, Indonesië. Penungkunen telt 378 inwoners (volkstelling 2010).